# منوچهرآباد (خرم‌آباد)
منوچهرآباد که به باغ فلاحت نیز شناخته می‌شود محله‌ایی در غرب شهر خرم‌آباد است. دلیل نام‌گذاری این محله منسوب بودن آن به شخصی به نام منوچهرخان والی‌زاده است.